# Благовещенский собор (Шлиссельбург)
Благове́щенский собо́р — главный православный храм города Шлиссельбурга. Построен в стиле барокко, прототипом ему послужил Петропавловский собор в Санкт-Петербурге. Центральный храм комплекса, состоящего из трёх церквей.
Относится к Шлиссельбургскому благочинию Тихвинской епархии Русской православной церкви. Находится на реставрации, богослужения не совершаются, приписан к расположенной рядом действующей Никольской церкви. Настоятель — протоиерей Евгений Геннадьевич Горячев.

## История

### Предыдущие храмовые постройки
Одновременно с основанием крепости Орешек на левом берегу реки Невы появился погост, в котором, по определению, находился храм. Церковь была уничтожена последующими военными событиями. После освобождения крепости от шведов Пётр I приказал заложить в ней деревянный православный храм. На торжестве, состоявшемся в октябре 1702 года, присутствовал сам царь. Однако вскоре Благовещенский храм обветшал, деревянные конструкции прогнили, и в 1725 году церковь, в которой одно время хранились мощи святого Александра Невского, была разобрана.
Почти сразу жители города и работники канала организовали при городской Никольской часовне сбор средств на строительство нового храма, но уже на Московской стороне, в посаде. Заказ исходил от «шлиссельбургских обывателей и канальных людей». Храм был возведён в 1726—1727 годах. 7 (18) октября 1728 года в городе была освящена деревянная Благовещенская церковь, куда был переведён священник бывшей крепостной церкви. В 1756 году храм сгорел.

### Существующее здание

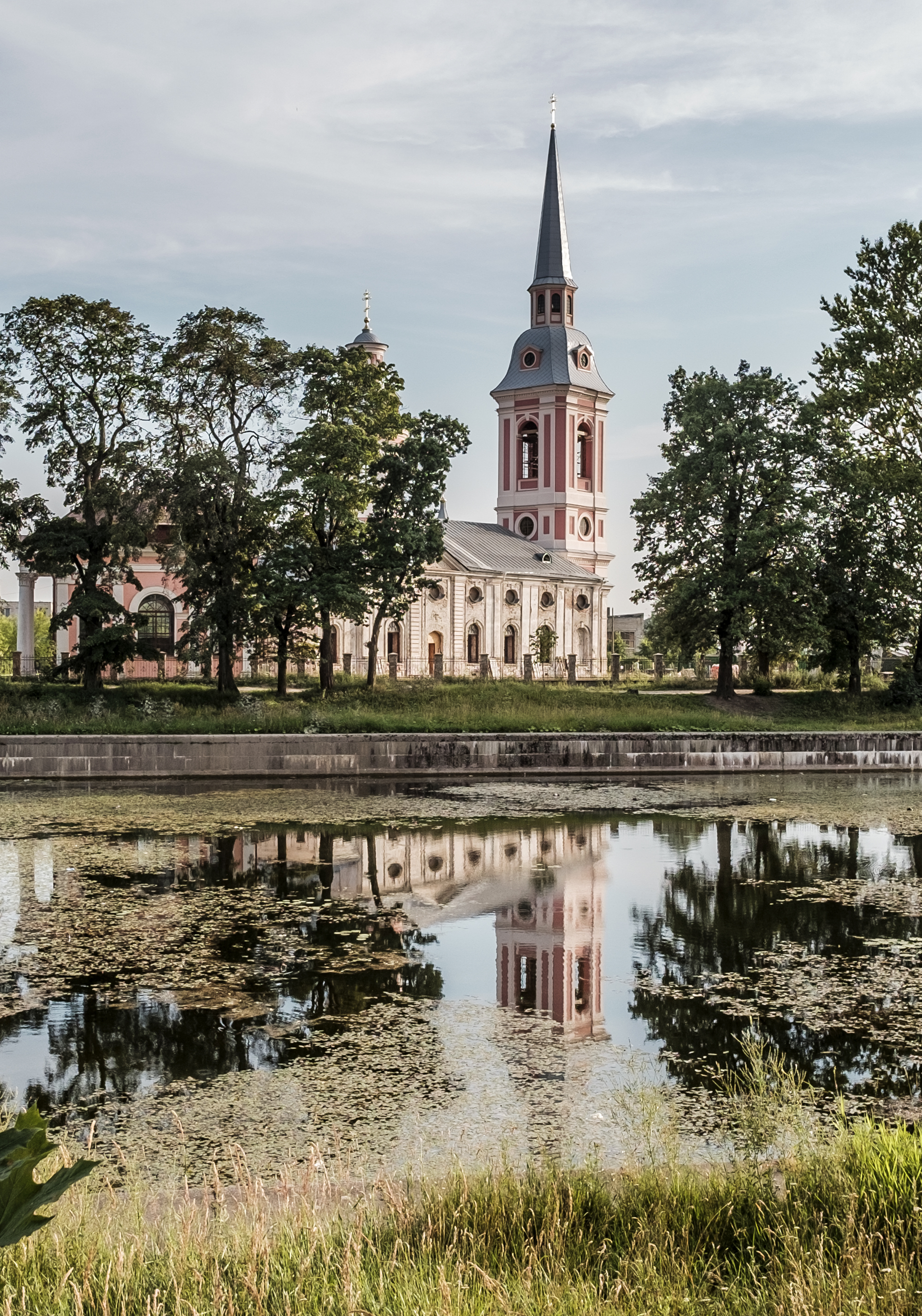
Колокольня после реставрации

В 1763 году на средства полковника А. Белова и дворян Сибилевых «на набережной Невы и Ладожского канала, близ шлюзов» началось строительство каменного храма в традициях раннего барокко, освящение которого состоялось 8 (19) августа 1764 года. Первоначально внутренним перекрытием в помещении, имевшем гладкие стены, служил навесной потолок, деревянный и плоский. В 1788—1795 годах церковь претерпела реконструкцию: с запада была пристроена колокольня, деревянные перекрытия заменены кирпичным крестовым сводом, для укрепления которого были установлены столбы. Замена деревянной главы собора на каменную произошла как раз в конце XVIII века. Были добавлены пилястры; с площадки второго этажа колокольни теперь вёл ход в сооружённые тогда же хоры. Возможно, в то же время собор был дополнен второй главой, уже над алтарём. До 1828 года к храму был приписан крепостной Иоанно-Предтеченский собор. В 1864 году, к столетию церкви, ей был придан соборный статус. В 1877—1882 годах в соборе под руководством архитектора Г. И. Карпова был проведён ремонт. В рамках работ были заложены двери южного и северного фасадов и сделаны новые, западнее, на месте оконных проёмов; с сохранением прежних архитектурных форм были заменены кровля собора и шпиль колокольни (последний по проекту архитектора Н. Д. Федюшкина); в 1881 году к апсиде были пристроены ризница и пономарская. В 1900 году в храме по проекту инженера путей сообщения Рехенбахера было устроено печное отопление. Ввиду этого старые дубовые рамы на окнах были дополнены вторыми рамами из сосны. В 1903 году была обновлена роспись купола и парусов (художником Флоридовым).

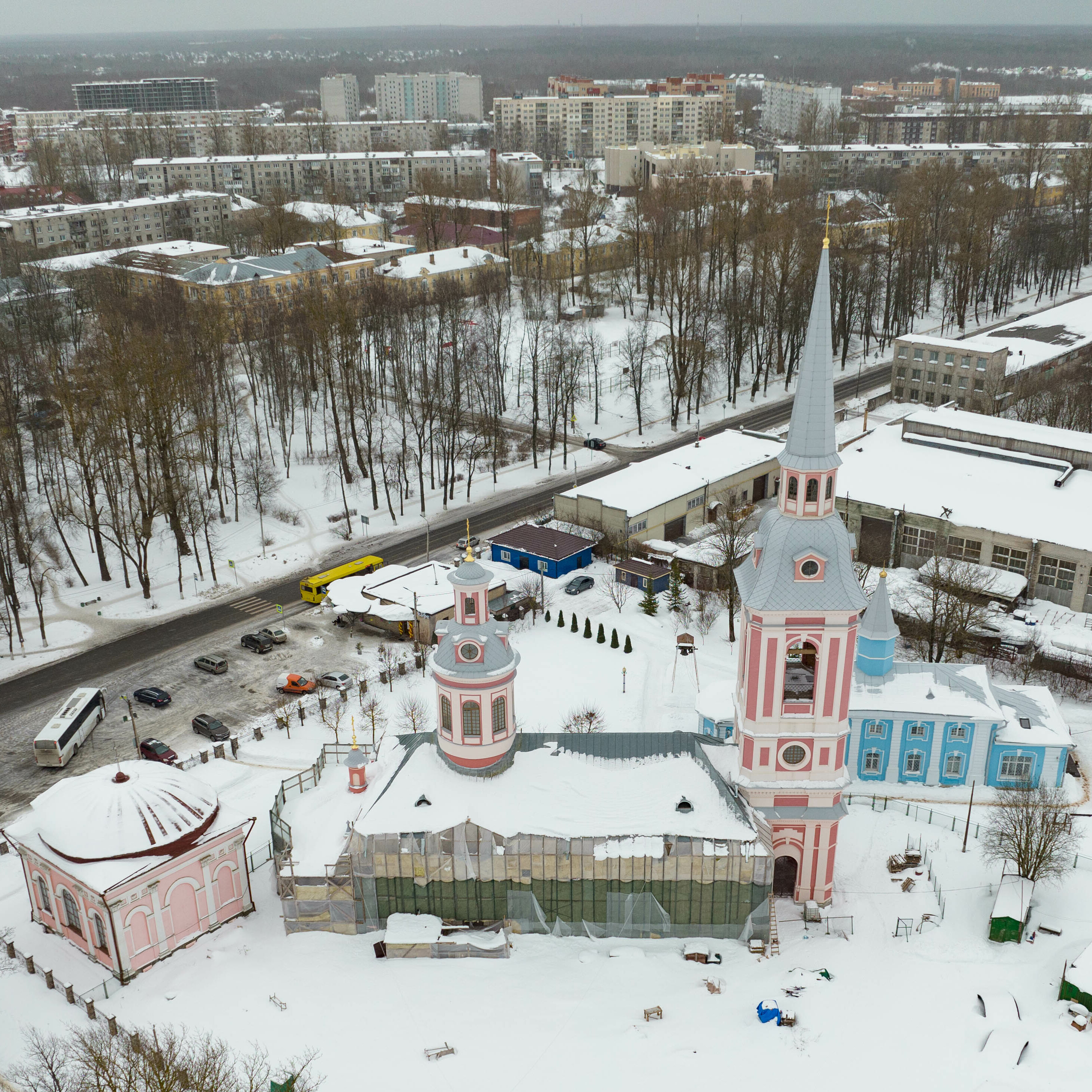
Вид на храмовый комплекс с дрона, 2022 год

#### Период закрытия храма (1935—1990)
9 июня 1935 года собор был закрыт, после чего храм был частично демонтирован. В здании предполагалось устроить Дом культуры, однако был устроен продуктовый склад. Колокольня спортивным клубом (по другим данным, школой ДОСААФ) была приспособлена под парашютную вышку. Во время оккупации города в 1941—1944 годах пострадавший от обстрелов собор был действующим.
С 1944 года собор был занят складом судоремонтного завода; в алтарной части располагалась контора Леноблторга. Верующие направляли в 1949 году ходатайство о возобновлении богослужений в соборе, но получили отказ. В 1963 году были проведены частичные работы по восстановлению здания. В 1967 году храм был передан Ленинградскому заводу грампластинок «Мелодия» для размещения производственного цеха с условием восстановить его, однако здание было лишь приспособлено под нужды нового владельца. В 1970—1981 годах храм был вновь реконструирован с целью приспособить здание под производство пластмассовых спорттоваров (по проекту архитектора А. Н. Милорадовича). В ходе работ был полностью восстановлен основной объём постройки, крыши, барабана, алтарной части и колокольни до купола. Купол и шпиль колокольни восстановлены не были. Внутри было сооружено перекрытие второго этажа, для этого в стены были врезаны балки, что привело, в свою очередь, к снятию всей штукатурки и имевшихся профилей.

#### После 1990 года
В августе 1990 года собор был возвращён Русской православной церкви. Первое богослужение состоялось в 1991 году, началась реставрация. В 2014—2015 годах выполнены работы по установке шпиля на колокольне общей высотой 52 м, но были мнения, что стены собора не выдержат; ранее частично была заменена кровля. Предварительная оценка стоимости работ, включающих реставрацию фасада, шпиля колокольни, окон, дверей и т. д., составила 37 млн рублей.

## Архитектура, убранство и устройство собора
Каменный храм представляет собой однокупольную базилику: прямоугольное в плане двухсветное здание с одной апсидой, увенчанное куполом (покрытием в своё время служило белое железо). Архитектура собора приближается к стилю Благовещенской церкви Александро-Невской лавры и Петропавловскому собору. Известно, что стены были двухцветными: предположительно основным был розовый цвет, а архитектурные детали (пилястры, наличники, тяги, антаблемент) были окрашены в белый. О розовой окраске здания храма можно судить по сохранившейся акварели художника Уланова, которая была написана в 1776 году. Фасады расчленены плоскостными пилястрами большого ордера на пять частей, с окнами в два света: нижний ряд составляют высокие окна прямоугольной форма с арочными перемычками, а верхний — в форме эллипса. Барабан с куполом с люкарнами врезан в четырёхскатную крышу и смещён к апсиде, а его ось с севера и юга замыкают треугольные фронтоны над входными дверьми, обрамлёнными рустованными пилястрами. Окна и двери церкви оформлены однотипными наличниками барочного характера. Углы трёхгранной в плане апсиды закреплены пилястрами. Окна алтарной части прямоугольные с полуциркульным завершением. Над апсидой на небольшом барабане — главка луковичной формы.
К притвору пристроена трёхъярусная колокольня. Высота со шпилем составляла 52 метра (шпиля — около 14 метров). Первый ярус колокольни одновременно является папертью и решён в виде четырёх пилонов, несущих полуциркульные арки. По углам яруса находятся сдвоенные пилястры, капители которых составляют раскрепованную часть антаблемента с узким гладким фризом. Карниз антаблемента колокольни, в отличие от антаблемента остального храма, имеет пояс сухариков. Второй ярус колокольни, меньший по высоте, чем первый, является промежуточным звеном к третьему. По его углам расположены филёнки, а основанием служит выступающий профилированный крепованный карниз. На каждой стороне яруса находится по одному круглому окну. Третий ярус выполняет функции звона. Его стены прорезаны высокими арочными проёмами, в которых крепились колокола. Колокольню венчал колоколообразный купол с выкружками и люкарнами. Над куполом располагались шестигранный фонарь с арочными проёмами и шестигранный шпиль.
Храм имел один престол. Резной иконостас был двухъярусным. Выкрашен голубой краской с позолоченными деталями.
В 1847 году в храме колоколов было немного, и все они имели небольшой вес. На то время, по мнению А. С. Томилина, одним из главных недостатков архитектуры храма было большое количество столпов для поддержки свода, располагавшихся во всей церкви в два ряда, ибо они «заслоняют собою священнослужение», стесняя и подавляя «внутренность храма». Над царскими вратами располагались местные иконы «Спасителя и Благовещения и Тайной Вечери» в серебряных ризах, принадлежавшие к «новой иконописи». В то же время большинство образов в храме были «старинной живописи». Томилин выделяет из них две иконы: Успения Божией Матери, размещённую в иконостасе, и Димитрия Мироточивого, хранившуюся в особом киоте. Последний образ имел драгоценную ризу, покрытую золотом. В свою очередь, серебряные ризы имели и запрестольный крест, и двухсторонняя икона Знамения Божией Матери и Святителя Николая; последняя была специально создана для крестных ходов. Надпись под крестом и иконой, украшенными ризами в 1825 году, свидетельствовала, что использованное серебро было прежде, ещё в 1815 году, похищено из церкви и лишь в 1822 году обнаружено «на берегу Невы у шлюзов». Вес серебра, использованного для ризы креста, составил 11 фунтов 36 золотников, а для ризы иконы — 13 фунтов 42 золотника.
В соборе находились захоронения:
- Родовое семьи Сибилёвых (1700—1770). Над склепом был размещён образ страданий мученицы Евдокии.
- полковника А. Белова (скончался в 1766 году). Бронзовая доска с надписью о его погребении сохранилась.

## Территория храмового комплекса

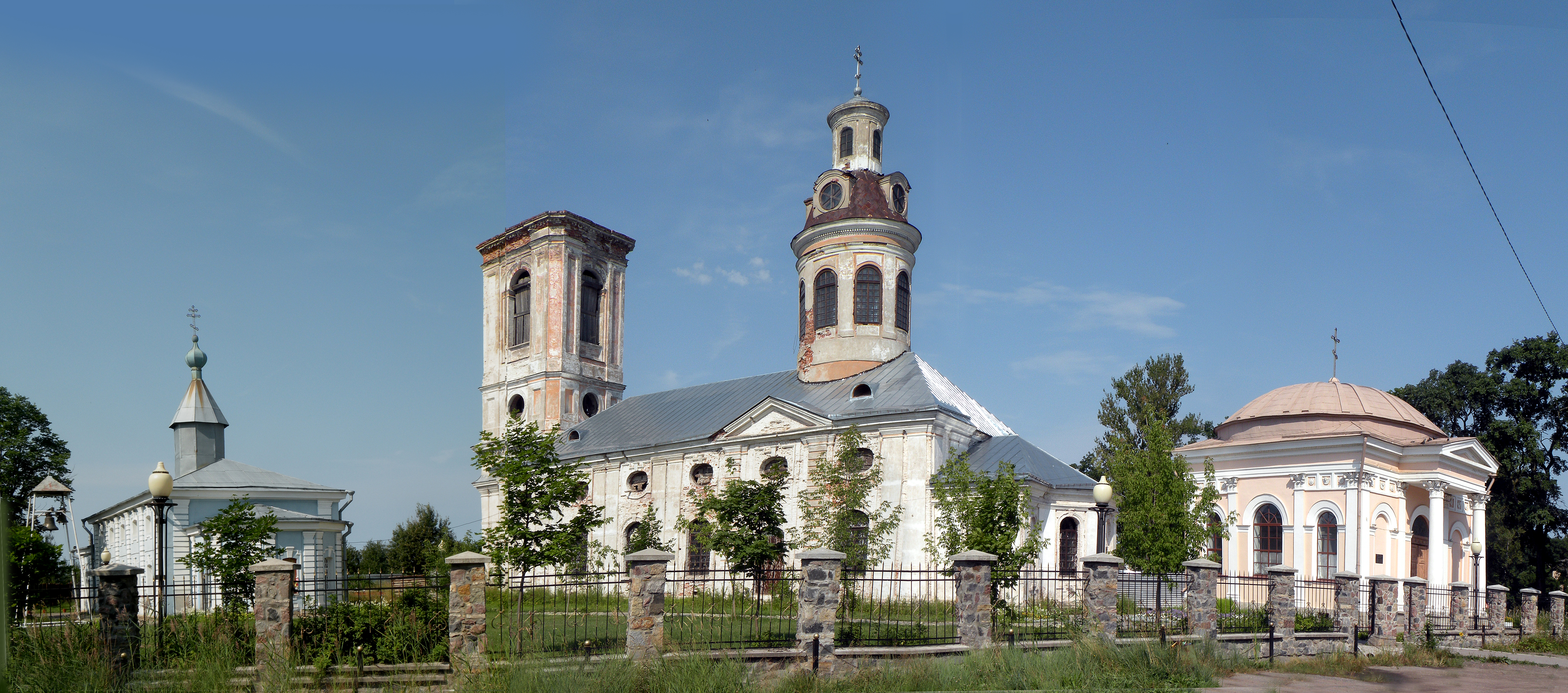
Вид на соборный комплекс с Красной площади. Слева направо: Никольская церковь, Благовещенский собор и Казанская часовня.

В непосредственной близости от собора расположены ещё две церкви. Все вместе они образуют храмовый комплекс, обнесенный оградой.

### История строительства ограды
Первая каменная ограда была создана ещё в 1797 году, но при строительстве шлюзов участок ограды со стороны Староладожского канала и реки Невы был разрушен. Проект новой ограды был предложен в 1837 году управляющим Ладожским отделением корпуса инженеров путей сообщения подполковником В. С. Семичевым. Однако он был отвергнут комиссией проектов и смет 5 (17) ноября 1837 года. Но его основе архитектором Д. И. Висконти был разработан новый проект, который утвердили генерал-майор Зеге-фон-Лауренберг и архитектор Л. И. Шарлемань. Сумма, в которую оценивалась работа, составляла 16 033 рубля 76 ½ коп. Начало работ по сооружению новой каменной ограды «…длиною с воротами на 76 сажень высотой 3 ¼ аршина, на плитном цоколе высотою 14 вершков…» относится к 5 мая 1839 года, завершение — к лету 1840 года. Возможно, остальная часть ограды, финансирование работ по строительству которой вела церковь, возводилась одновременно. Ограда имела железную и частично чугунную решётку и окружала пространство 42 сажени в длину и 29 саженей в ширину. Нынешняя ограда современная, построена после 2000 года.

### Никольская церковь

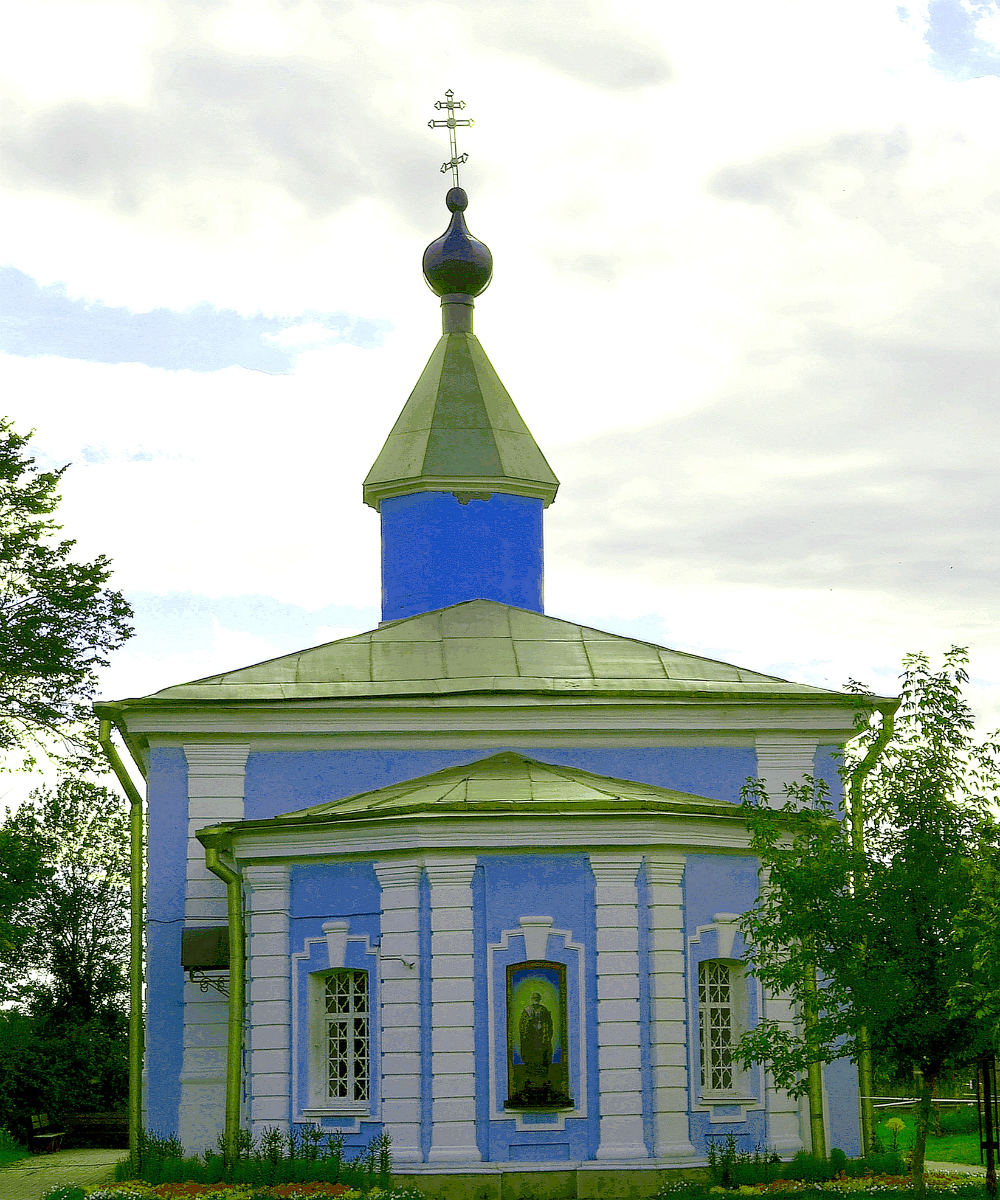
Никольская церковь.

Первый деревянный храм на месте современной Никольской церкви был построен в 1737—1739 годах. Позднее, в 1772 году, его перенесли в село Гавсарь. В 1768 году рядом началось возведение нового каменного одноглавого храма. Он был освящён 5 (16) декабря 1770 года во имя святителя Николая Чудотворца. Здание тёплой церкви небольшое, с пятью окнами по фасаду. В храме хранился почитаемый образ святителя Николая Чудотворца в серебряной ризе. В 1933 году церковь была закрыта. В 1990 году вновь освящена, а в 1995 году возвращена верующим.

### Казанская часовня

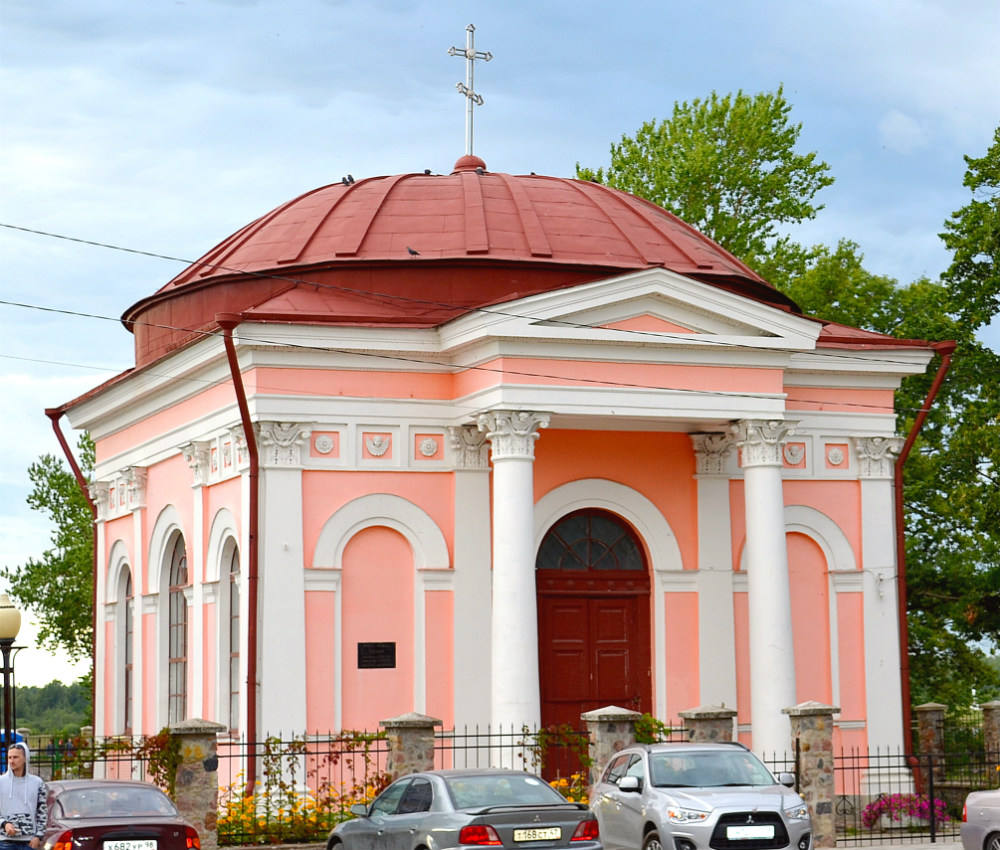
Казанская часовня.

Каменная часовня в честь Казанской иконы Божией Матери была построена по проекту Г. Ершова с главным выходом на Красный проспект. В часовне на возвышении был устроен иконостас с пятью образами, обнесённый балюстрадой. Здание было украшено колоннами коринфского ордера. В советское время часовня была закрыта. Восстановлена и вновь освящена в 1989 году.

#### Крестный ход с Казанской иконой
В воскресенье, которое предшествовало празднику Казанской иконы Божией Матери, из Иоанно-Предтеченской церкви Шлиссельбургской крепости выносилась с крестным ходом местночтимая Казанская икона Божией Матери, почитавшаяся чудотворной, и относилась священниками в эту часовню Благовещенского собора. Здесь образ оставался до дня праздника — до 8 июля, когда после совершения в Благовещенском соборе литургии он выносился из часовни и совершался соборный молебен. Далее после крестного хода по городу образ возвращался в часовню для поклонения богомольцами. Обратно в крепостной храм икона переносилась с крестным ходом в воскресенье, следующее за праздником Преображения, а на её месте в часовне помещали другой образ Богородицы, на этот раз из Благовещенского собора, являвшийся списком с предыдущего и украшенный серебро-золочённой ризой с драгоценными камнями.

### Погребения
В ограде собора также находились погребения:
- М. П. и И. М. Белозеровых. Надпись: «Под сим погребены тела во блаженной памяти преставившихся Шлисенбургскаго купца и депутата Матвея Петрова Белозерова и сына его Иоанна, кои краткой сей жизни наслаждались: Матфей 58 лет, преставися марта 9-го дня 1783 года, Иоанн 14 лет, скончался маия 13-го дня 1784 г. О, Боже Праведный, Боже Премилосердый, услыши вопль и стенание вдовы, буди прещедрый отец оставшихся сирот и преставившимся даруй со святыми Твоими вечный живот».
- князя Д. М. Голицына (у Никольской церкви). Надпись: «На сем месте погребено тело князя Дмитрия Михайловича Голицына, скончавшагося 1737 года, месяца апреля 10-го дня[11], на 74 году»
- Д. М. Дудиной (существовала мраморная доска на правой стене Никольского храма). Надпись: «От сего места прямо 4 аршина погребено тело рабы Божией Дарии, Михайловой дочери, супруги Санктпетербургскаго цеховаго костянаго мастера Осифа Христофорова сына Дудина; в супружестве жила 43 года и 8 месяцов; оставила живых детей и внучат и правнучат 45 душ, а умерших тож детей и внучат и правгучат 50 душ; жития ея было от роду 64 года; тезоименитства была марта 19 день; преставися ноября 16 день 1777 году в Шлюшенбурхе»

## Приход
В 1847 году в приход собора входили деревни Липка, Морье, Ириновка и Ваганова, а также дачи «г. г. Резвого и Белозерова» в Шлиссельбургском уезде. Тогда же в число причта этого храма и Никольской церкви входили два священника, диакон и три дьячка, на старшем причетнике из которых лежало заведование метрическими книгами. Для проживания духовенства был отведён церковной дом на Большом проспекте в Шлиссельбурге. В 1899 году к приходу собора относились наряду со Шлиссельбургом деревни Шереметьевка, Чёрная Речка, Марвино, Липки. Всего насчитывалось 339 дворов, в число прихожан входили 1862 мужчины и 1774 женщины. Кроме храмов, находящихся в ограде собора, к нему была приписана каменная Преображенская церковь на Шлиссельбургском (Преображенском) городском кладбище. Преображенский храм построен в 1819 году, разрушен в ходе боёв 1944 года.

### Духовенство
| Настоятели церкви                       | Настоятели церкви                                                |
| Даты                                    | Настоятель                                                       |
| --------------------------------------- | ---------------------------------------------------------------- |
| … — 1721—1727                           | священник Василий Андреев (… — 1740)                             |
| … — 1728 — …                            | священник Феодор Дометиев (… — до 1730)                          |
| … —1735                                 | иерей Иаков Игнатьев (… —1736)                                   |
| 1735—1739                               | иерей Иоанн Онуфриев (… —1759)                                   |
| 1735—1743                               | иерей Назарий Меркурьев (… —1746)                                |
| 1743—1745                               | протоиерей Иоанн Онуфриев (… —1759)                              |
| 1745—1749                               | протоиерей Тимофей Васильев (1714—1763)                          |
| … — …                                   | сведений не удалось обнаружить                                   |
| … — 1782—1800                           | протоиерей Андрей Яковлев (… —1807)                              |
| 1800—1817                               | священник Порфирий Антонов (… —1817)                             |
| 1817—1820                               | протоиерей Александр Пантовский (… —1833)                        |
| 1820—1833                               | священник Фока Быстряков                                         |
| 1833—20 октября (1 ноября) 1876         | протоиерей Иоанн Степанович Студийский (1797—1876)               |
| 1876—1890                               | протоиерей Григорий Иванович Кесарев (1815 — …)                  |
| 1890 — 29 декабря 1909 (11 января 1910) | протоиерей (с 1897) Виктор Иванович Благовещенский (…—1909/1910) |
| 20 января (2 февраля) 1910 — …          | протоиерей (с 1913) Александр Дмитриевич Зосимовский             |
| … — …                                   | сведений не удалось обнаружить                                   |
| 1919—1923                               | иерей Михаил Александрович Смирнов (1888—1962)                   |
| … — …                                   | сведений не удалось обнаружить                                   |
| … — 1933 (?)                            | архимандрит Анастасий (Агафонов) (1868—1938)                     |
| 1933 (?) — 1935                         | протоиерей Владимир Александрович Талицкий                       |
| 1935—1941                               | период ликвидации прихода                                        |
| октябрь 1941                            | «иерей» И. Амосов (самозванец)                                   |
| … — 1944                                | сведений не удалось обнаружить                                   |
| 1944—1991                               | период ликвидации прихода                                        |
| 1990— …                                 | сведений не удалось обнаружить                                   |
| … — настоящее время                     | протоиерей Евгений Геннадьевич Горячев (род. 1967)               |

## Комментарии
1. ↑  По другим данным, состоялся перенос церкви из крепости в посад. См.: Бадялов А. Ключ-город ко граду Святого Петра: Духовное наследие и исторические памятники в истоке Невы // Записки Русской академической группы в США. — New York, 2004. — Т. 33: К 300-летию основания Санкт-Петербурга. — С. 108.
2. ↑  А. С. Томилин приводит другое написание фамилии — Обелов. См.: Томилин А. Шлиссельбург. — СПб., 1847. — С. 113—119.
3. ↑  Уничтожены кровля собора и шпиль колокольни; пробиты снарядами в двух местах свод, барабан купола, северный фасад и северо-восточный угол колокольни; во многих местах утрачена штукатурка; частично разрушена кирпичная кладка. В число утрат также вошли завершение и крест над главой храма, живопись и плиточный пол. См.: Благовещенский собор отметит 250-летие. Шлиссельбург. Официальный сайт администрации (13 июня 2014). Дата обращения: 1 июля 2015. Архивировано из оригинала 5 июля 2015 года.; Проекты. Благотворительный фонд «Благовещенье». Дата обращения: 3 июля 2015. Архивировано 7 февраля 2015 года.
4. ↑  Иногда упоминается придел Пресвятой Троицы. См.: Земля Невская Православная: Краткий церк.-ист. справочник / Науч. ред. В. В. Антонов. — СПб., 2006. — С. 86.
5. ↑  Иногда в этот день проводился крестный ход с чудотворной иконой Казанской Божией Матери в Преображенскую церковь на кладбище к литургии. См.: Томилин А. Шлиссельбург. — СПб., 1847. — С. 113—119.